# Лига наций УЕФА 2022/2023. Лига B
Лига наций УЕФА 2022/2023. Лига B (англ. 2022/2023 UEFA Nations League B) — третий розыгрыш второй по силе лиги одноимённого турнира под эгидой УЕФА. Жеребьёвка лиги B Лиги наций УЕФА 2022/2023 прошла в Ньоне 16 декабря 2021 года. В лиге B участвуют 16 команд с 17 по 32 места по итогам прошлого сезона Лиги наций.
Матчи в группового этапа пройдут со 2 июня по 27 сентября 2022 года.
4 сборные, занявшие первые места в своих группах, выходят в лигу A следующего розыгрыша, и получат дополнительный шанс в отборочном турнире на чемпионат Европы 2024 через стыковые матчи, если не квалифицируются на чемпионат напрямую. 4 сборные, занявшие последние места, вылетят в лигу C.

## Команды

### Изменения
По итогам прошлого сезона Лиги наций произошли следующие изменения в составе лиги:
| Вышли в лигу A                      | Вылетели в лигу C                                  |
| ----------------------------------- | -------------------------------------------------- |
| - Австрия - Венгрия - Уэльс - Чехия | - Болгария - Северная Ирландия - Словакия - Турция |

| Вылетели из лиги A                                   | Вышли из лиги C                             |
| ---------------------------------------------------- | ------------------------------------------- |
| - Босния и Герцеговина - Исландия - Украина - Швеция | - Албания - Армения - Словения - Черногория |

## Жеребьёвка
Команды в корзинах расположены в соответствии с общим рейтингом Лиги наций 2020/2021. Корзины были утверждены 22 сентября 2021.
| Команда              | Поз. |
| -------------------- | ---- |
| Украина              | 17   |
| Швеция               | 18   |
| Босния и Герцеговина | 19   |
| Исландия             | 20   |

| Команда   | Поз. |
| --------- | ---- |
| Финляндия | 21   |
| Норвегия  | 22   |
| Шотландия | 23   |
| Россия    | 24   |

| Команда  | Поз. |
| -------- | ---- |
| Израиль  | 25   |
| Румыния  | 26   |
| Сербия   | 27   |
| Ирландия | 28   |

| Команда    | Поз. |
| ---------- | ---- |
| Словения   | 29   |
| Черногория | 30   |
| Албания    | 31   |
| Армения    | 32   |

Жеребьёвка прошла в штаб-квартире УЕФА в швейцарском Ньоне 16 декабря 2021 в 18:00 CET. В каждой группе может находиться только одна команда из каждой корзины.
В соответствии с решениями исполнительного комитета УЕФА, в одну группу не могли попасть следующие команды:
| Команда 1 | Команда 2 |
| --------- | --------- |
| Украина   | Россия    |

Две возможные пары этого дивизиона были отнесены к парам с чрезвычайно длинными поездками. В одной группе могло быть не более одной такой пары:
| Команда 1 | Команда 2 |
| --------- | --------- |
| Исландия  | Армения   |
| Исландия  | Израиль   |

## Группы
Расписание матчей было утверждено УЕФА 17 декабря 2021, на следующий день после жеребьёвки.
Начало матчей указано по центральноевропейскому летнему времени (UTC+2), как указано УЕФА. Если местное время отличается, будет указано в скобках.

### Группа B1
| Поз | Команда   | И | В | Н | П | МЗ | МП | РМ  | О  | Повышение или выбывание |     | Шотландия | Украина | Ирландия | Армения |
| --- | --------- | - | - | - | - | -- | -- | --- | -- | ----------------------- | --- | --------- | ------- | -------- | ------- |
| 1   | Шотландия | 6 | 4 | 1 | 1 | 11 | 5  | +6  | 13 | Выход в Лигу A          |     | —         | 3:0     | 2:1      | 2:0     |
| 2   | Украина   | 6 | 3 | 2 | 1 | 10 | 4  | +6  | 11 |                         |     | 0:0       | —       | 1:1      | 3:0     |
| 3   | Ирландия  | 6 | 2 | 1 | 3 | 8  | 7  | +1  | 7  |                         | 3:0 | 0:1       | —       | 3:2      |         |
| 4   | Армения   | 6 | 1 | 0 | 5 | 4  | 17 | −13 | 3  | Вылет в Лигу C          |     | 1:4       | 0:5     | 1:0      | —       |

| Армения       | 1:0     | Ирландия |
| ------------- | ------- | -------- |
| - Сперцян 74′ | (отчёт) |          |

| Шотландия                    | 2:0     | Армения |
| ---------------------------- | ------- | ------- |
| - Ралстон 28′ - Маккенна 40′ | (отчёт) |         |

| Ирландия | 0:1     | Украина        |
| -------- | ------- | -------------- |
|          | (отчёт) | - Цыганков 47′ |

| Украина                                          | 3:0     | Армения |
| ------------------------------------------------ | ------- | ------- |
| - Малиновский 61′ - Караваев 77′ - Миколенко 84′ | (отчёт) |         |

| Ирландия                                | 3:0     | Шотландия |
| --------------------------------------- | ------- | --------- |
| - Браун 20′ - Парротт 28′ - Обафеми 51′ | (отчёт) |           |

| Армения       | 1:4     | Шотландия                                        |
| ------------- | ------- | ------------------------------------------------ |
| - Бичахчян 6′ | (отчёт) | - Армстронг 14′, 45+1′ - Макгинн 50′ - Адамс 54′ |

| Украина      | 1:1     | Ирландия      |
| ------------ | ------- | ------------- |
| - Довбик 47′ | (отчёт) | - Коллинз 31′ |

| Шотландия                     | 3:0     | Украина |
| ----------------------------- | ------- | ------- |
| - Макгинн 70′ - Дайкс 80′ 87′ | (отчёт) |         |

| Армения | 0:5     | Украина                                                    |
| ------- | ------- | ---------------------------------------------------------- |
|         | (отчёт) | - Тымчик 22′ - Зубков 57′ - Довбик 69′ 84′ - Игнатенко 81′ |

| Шотландия                        | 2:1     | Ирландия   |
| -------------------------------- | ------- | ---------- |
| - Хендри 49′ - Кристи 82′ (пен.) | (отчёт) | - Иган 18′ |

| Ирландия                                | 3:2     | Армения                   |
| --------------------------------------- | ------- | ------------------------- |
| - Иган 18′ - Обафеми 52′ - Брейди 90+1′ | (отчёт) | - Дашян 71′ - Сперцян 73′ |

| Украина | 0:0     | Шотландия |
| ------- | ------- | --------- |
|         | (отчёт) |           |

### Группа B2
| Поз | Команда  | И | В | Н | П | МЗ | МП | РМ | О | Повышение или выбывание            |     | Израиль | Исландия | Албания | Россия |
| --- | -------- | - | - | - | - | -- | -- | -- | - | ---------------------------------- | --- | ------- | -------- | ------- | ------ |
| 1   | Израиль  | 4 | 2 | 2 | 0 | 8  | 6  | +2 | 8 | Выход в Лигу A                     |     | —       | 2:2      | 2:1     | Отм.   |
| 2   | Исландия | 4 | 0 | 4 | 0 | 6  | 6  | 0  | 4 |                                    |     | 2:2     | —        | 1:1     | Отм.   |
| 3   | Албания  | 4 | 0 | 2 | 2 | 4  | 6  | −2 | 2 |                                    | 1:2 | 1:1     | —        | Отм.    |        |
| 4   | Россия   | 0 | 0 | 0 | 0 | 0  | 0  | 0  | 0 | Команда отстранена, вылет в Лигу C |     | Отм.    | Отм.     | Отм.    | —      |

Сборная России была отстранена от турниров УЕФА и автоматически выбыла в лигу C на следующий сезон из-за вторжения на Украину.
| Албания | отменён | Россия |
| ------- | ------- | ------ |
|         | (отчёт) |        |

| Израиль                   | 2:2     | Исландия                         |
| ------------------------- | ------- | -------------------------------- |
| - Абада 25′ - Вейсман 84′ | (отчёт) | - Хельгасон 42′ - Сигурдссон 53′ |

| Исландия           | 1:1     | Албания          |
| ------------------ | ------- | ---------------- |
| - Торстейнссон 49′ | (отчёт) | - Сулейманов 30′ |

| Израиль | отменён | Россия |
| ------- | ------- | ------ |
|         | (отчёт) |        |

| Албания             | 1:2     | Израиль            |
| ------------------- | ------- | ------------------ |
| - Броя 45+2′ (пен.) | (отчёт) | - Соломон 57′, 73′ |

| Россия | отменён | Исландия |
| ------ | ------- | -------- |
|        | (отчёт) |          |

| Исландия                          | 2:2     | Израиль                              |
| --------------------------------- | ------- | ------------------------------------ |
| - Торстейнссон 9′ - Хельгасон 60′ | (отчёт) | - Грьетарссон 35′ (авт.) - Перец 65′ |

| Россия | отменён | Албания |
| ------ | ------- | ------- |
|        | (отчёт) |         |

| Исландия | отменён | Россия |
| -------- | ------- | ------ |
|          | (отчёт) |        |

| Израиль                      | 2:1     | Албания   |
| ---------------------------- | ------- | --------- |
| - Вейсман 46′ - Барибо 90+2′ | (отчёт) | Узуни 88′ |

| Албания       | 1:1     | Исландия         |
| ------------- | ------- | ---------------- |
| - Леньяни 35′ | (отчёт) | - Андерсон 90+6′ |

| Россия | отменён | Израиль |
| ------ | ------- | ------- |
|        | (отчёт) |         |

### Группа B3
| Поз | Команда              | И | В | Н | П | МЗ | МП | РМ | О  | Повышение или выбывание |     | Босния и Герцеговина | Финляндия | Черногория | Румыния |
| --- | -------------------- | - | - | - | - | -- | -- | -- | -- | ----------------------- | --- | -------------------- | --------- | ---------- | ------- |
| 1   | Босния и Герцеговина | 6 | 3 | 2 | 1 | 8  | 8  | 0  | 11 | Выход в Лигу A          |     | —                    | 3:2       | 1:0        | 1:0     |
| 2   | Финляндия            | 6 | 2 | 2 | 2 | 8  | 6  | +2 | 8  |                         |     | 1:1                  | —         | 2:0        | 1:1     |
| 3   | Черногория           | 6 | 2 | 1 | 3 | 6  | 6  | 0  | 7  |                         | 1:1 | 0:2                  | —         | 2:0        |         |
| 4   | Румыния              | 6 | 2 | 1 | 3 | 6  | 8  | −2 | 7  | Вылет в Лигу C          |     | 4:1                  | 1:0       | 0:3        | —       |

| Финляндия            | 1:1     | Босния и Герцеговина |
| -------------------- | ------- | -------------------- |
| - Пукки 45+1′ (пен.) | (отчёт) | - Превляк 90+3′      |

| Черногория                  | 2:0     | Румыния |
| --------------------------- | ------- | ------- |
| - Мугоша 66′ - Вукчевич 87′ | (отчёт) |         |

| Финляндия             | 2:0     | Черногория |
| --------------------- | ------- | ---------- |
| - Похьянпало 31′, 38′ | (отчёт) |            |

| Босния и Герцеговина | 1:0     | Румыния |
| -------------------- | ------- | ------- |
| Превляк 68′          | (отчёт) |         |

| Черногория  | 1:1     | Босния и Герцеговина |
| ----------- | ------- | -------------------- |
| Марушич 77′ | (отчёт) | Менало 62′           |

| Румыния   | 1:0     | Финляндия |
| --------- | ------- | --------- |
| Банку 30′ | (отчёт) |           |

| Босния и Герцеговина                | 3:2     | Финляндия                 |
| ----------------------------------- | ------- | ------------------------- |
| - Пьянич 5′ (пен.) - Джеко 29′, 58′ | (отчёт) | - Пукки 10′ - Кельман 18′ |

| Румыния | 0:3     | Черногория             |
| ------- | ------- | ---------------------- |
|         | (отчёт) | - Мугоша 42′, 56′, 63′ |

| Босния и Герцеговина | 1:0     | Черногория |
| -------------------- | ------- | ---------- |
| Демирович 45+1′      | (отчёт) |            |

| Финляндия | 1:1     | Румыния    |
| --------- | ------- | ---------- |
| Пукки 12′ | (отчёт) | Тэнасе 52′ |

| Черногория | 0:2     | Финляндия                  |
| ---------- | ------- | -------------------------- |
|            | (отчёт) | - Антман 47′ - Кельман 53′ |

| Румыния                                | 4:1     | Босния и Герцеговина |
| -------------------------------------- | ------- | -------------------- |
| - Ман 38′ - Пушкаш 73′, 86′ - Рацю 79′ | (отчёт) | Джеко 77′            |

### Группа B4
| Поз | Команда  | И | В | Н | П | МЗ | МП | РМ | О  | Повышение или выбывание |     | Сербия | Норвегия | Словения | Швеция |
| --- | -------- | - | - | - | - | -- | -- | -- | -- | ----------------------- | --- | ------ | -------- | -------- | ------ |
| 1   | Сербия   | 6 | 4 | 1 | 1 | 13 | 5  | +8 | 13 | Выход в Лигу A          |     | —      | 0:1      | 4:1      | 4:1    |
| 2   | Норвегия | 6 | 3 | 1 | 2 | 7  | 7  | 0  | 10 |                         |     | 0:2    | —        | 0:0      | 3:2    |
| 3   | Словения | 6 | 1 | 3 | 2 | 6  | 10 | −4 | 6  |                         | 2:2 | 2:1    | —        | 0:2      |        |
| 4   | Швеция   | 6 | 1 | 1 | 4 | 7  | 11 | −4 | 4  | Вылет в Лигу C          |     | 0:1    | 1:2      | 1:1      | —      |

| Сербия | 0:1     | Норвегия     |
| ------ | ------- | ------------ |
|        | (отчёт) | - Холанн 26′ |

| Словения | 0:2     | Швеция                                 |
| -------- | ------- | -------------------------------------- |
|          | (отчёт) | - Форсберг 39′ (пен.) - Кулушевски 88′ |

| Сербия                                                            | 4:1     | Словения        |
| ----------------------------------------------------------------- | ------- | --------------- |
| - Митрович 24′ - Милинкович-Савич 56′ - Йович 85′ - Радонич 90+2′ | (отчёт) | - Стоянович 30′ |

| Швеция         | 1:2     | Норвегия                 |
| -------------- | ------- | ------------------------ |
| - Эланга 90+2′ | (отчёт) | - Холанн 20′ (пен.), 69′ |

| Норвегия | 0:0     | Словения |
| -------- | ------- | -------- |
|          | (отчёт) |          |

| Швеция | 0:1     | Сербия        |
| ------ | ------- | ------------- |
|        | (отчёт) | - Йович 45+3′ |

| Норвегия                              | 3:2     | Швеция                          |
| ------------------------------------- | ------- | ------------------------------- |
| - Холанн 10′, 54′ (пен.) - Сёрлот 77′ | (отчёт) | - Форсберг 62′ - Дьёкереш 90+5′ |

| Словения                       | 2:2     | Сербия                       |
| ------------------------------ | ------- | ---------------------------- |
| - Гнезда-Черин 48′ - Шешко 53′ | (отчёт) | - Живкович 8′ - Митрович 35′ |

| Словения               | 2:1     | Норвегия   |
| ---------------------- | ------- | ---------- |
| - Шпорар 69′ Шешко 81′ | (отчёт) | Холанн 47′ |

| Сербия                                 | 4:1     | Швеция      |
| -------------------------------------- | ------- | ----------- |
| - Митрович 18′, 45+1′, 48′ - Лукич 70′ | (отчёт) | Классон 15′ |

| Норвегия | 0:2     | Сербия                        |
| -------- | ------- | ----------------------------- |
|          | (отчёт) | - Влахович 42′ - Митрович 54′ |

| Швеция       | 1:1     | Словения  |
| ------------ | ------- | --------- |
| Форсберг 42′ | (отчёт) | Шешко 28′ |

## Общий рейтинг лиги
16 команд лиги B будут расположены в общем рейтинге Лиги наций 2022-23 в соответствии со следующими правилами:
- Команды, занявшие 1-е место в группах будут расположены с 17-го по 20-е место в соответствии с результатами в групповом этапе.
- Команды, занявшие 2-е место в группах будут расположены с 21-го по 24-е место в соответствии с результатами в групповом этапе.
- Команды, занявшие 3-е место в группах будут расположены с 25-го по 28-е место в соответствии с результатами в групповом этапе.
- Команды, занявшие 4-е место в группах будут расположены с 29-го по 32-е место в соответствии с результатами в групповом этапе.

| Поз | Гр. | Команда              | И | В | Н | П | МЗ | МП | РМ  | О |
| --- | --- | -------------------- | - | - | - | - | -- | -- | --- | - |
| 17  | B2  | Израиль              | 4 | 2 | 2 | 0 | 8  | 6  | +2  | 8 |
| 18  | B3  | Босния и Герцеговина | 4 | 2 | 2 | 0 | 6  | 4  | +2  | 8 |
| 19  | B4  | Сербия               | 4 | 2 | 1 | 1 | 8  | 4  | +4  | 7 |
| 20  | B1  | Шотландия            | 4 | 2 | 1 | 1 | 5  | 4  | +1  | 7 |
|     |     |                      |   |   |   |   |    |    |     |   |
| 21  | B3  | Финляндия            | 4 | 2 | 1 | 1 | 7  | 4  | +3  | 7 |
| 22  | B1  | Украина              | 4 | 1 | 2 | 1 | 2  | 4  | −2  | 5 |
| 23  | B2  | Исландия             | 4 | 0 | 4 | 0 | 6  | 6  | 0   | 4 |
| 24  | B4  | Норвегия             | 4 | 1 | 1 | 2 | 2  | 4  | −2  | 4 |
|     |     |                      |   |   |   |   |    |    |     |   |
| 25  | B4  | Словения             | 4 | 1 | 2 | 1 | 5  | 7  | −2  | 5 |
| 26  | B1  | Ирландия             | 4 | 1 | 1 | 2 | 5  | 4  | +1  | 4 |
| 27  | B2  | Албания              | 4 | 0 | 2 | 2 | 4  | 6  | −2  | 2 |
| 28  | B3  | Черногория           | 4 | 0 | 1 | 3 | 1  | 6  | −5  | 1 |
|     |     |                      |   |   |   |   |    |    |     |   |
| 29  | B3  | Румыния              | 6 | 2 | 1 | 3 | 6  | 8  | −2  | 7 |
| 30  | B4  | Швеция               | 6 | 1 | 1 | 4 | 7  | 11 | −4  | 4 |
| 31  | B1  | Армения              | 6 | 1 | 0 | 5 | 4  | 17 | −13 | 3 |
| 32  | B2  | Россия               | 0 | 0 | 0 | 0 | 0  | 0  | 0   | 0 |